# Ratpenat frugívor daiak
El ratpenat frugívor daiak (Dyacopterus spadiceus) és una espècie de ratpenat de la família dels pteropòdids. Viu Indonèsia, Malàisia, les Filipines i Tailàndia. El seu hàbitat són els boscos de plana i de l'estatge montà. Està amenaçat per la desforestació i els incendis forestals.